# Nesillas mariae
Felosa-de-mohéli ou felosa-de-moéli (Nesillas mariae) é uma espécie de ave da família Acrocephalidae.
Apenas pode ser encontrada nas Comores.
Os seus habitats naturais são: regiões subtropicais ou tropicais húmidas de alta altitude.